# Référendum constitutionnel irlandais de 2018 sur l'accès à l'avortement
Un référendum sur le trente sixième amendement de la constitution a lieu le 25 mai 2018 en Irlande.
L'amendement voté par la population à plus de 66 % supprime de la constitution l'interdiction de l'avortement et laisse au parlement irlandais la possibilité de le légaliser ou non par une loi ordinaire. Le gouvernement irlandais publie préalablement en mars 2018 un livre blanc énonçant les grandes lignes de la législation qu'il entend mettre en œuvre.
Le parlement vote par la suite la légalisation de l'avortement, qui intervient le 1er janvier 2019.

## Contexte
La loi britannique de 1861 sur les délits contre les personnes rendait l'avortement illégal et resta en vigueur après l'indépendance irlandaise en 1922. Le huitième amendement de la Constitution de 1983 déclarait « le droit à la vie de l'enfant à naître ». L'affaire Attorney General v X de 1992 a statué que l'avortement est permis lorsque la grossesse menace la vie de la femme, y compris par le risque de suicide. Cependant aucun cadre réglementaire dans la portée limitée du jugement X n'a été adopté avant la loi de 2013 sur « la protection de la vie pendant la grossesse », malgré d'autres affaires portées en 2010 devant la Cour européenne des droits de l'homme, puis la mort de Savita Halappanavar en 2012 après une fausse couche. La loi de 2013 a abrogé l'acte de 1861 qui faisait de la « destruction de la vie humaine à naître » un crime. Au cours des trois années 2014-2016, un total de 77 avortements légaux étaient effectués en vertu de la loi de 2013. Les avortements chirurgicaux illégaux en Irlande sont pratiquement inconnus depuis la loi sur l'avortement de 1967 au Royaume-Uni qui a permis aux femmes irlandaises de se rendre en Grande-Bretagne pour un avortement légal.
Tandis que les partis de gauche et les organisations féministes préconisaient l'abrogation de l'amendement de 1983, les deux plus grands partis, le Fianna Fáil et le Fine Gael soutenaient le statu quo. Toutefois dans les années 2010, certains dirigeants de ces deux partis acceptaient l'argument de l'avortement dans des cas comme les anomalies fœtales mortelles et une grossesse résultant d'un viol ou d'un inceste. Une alliance pro-choix formée en 2012 organise des campagnes pour les droits à l'avortement et organise une marche annuelle à Dublin. Dans la perspective des élections générales de 2016, un certain nombre de partis se sont engagés pour un référendum visant à abroger le huitième amendement (Parti travailliste, Parti vert, Parti social-démocrate, Parti socialiste).
Un gouvernement dirigé par le Fine Gael a pris ses fonctions après les élections de 2016 avec un programme qui promettait à une assemblée de citoyens tirés au sort de faire rapport sur les changements possibles au huitième amendement. Le Premier ministre Leo Varadkar a promis de tenir un référendum sur l'avortement en 2018. L'Assemblée des citoyens, présidée par la juge de la Cour suprême, Mary Laffoy, a discuté de la question de novembre 2016 à avril 2017 avec des experts invités et les parties prenantes, a recommandé l'abrogation du texte existant et son remplacement par un mandat explicite destiné à légiférer sur l'avortement.
Le dirigeant du Fianna Fáil, Micheál Martin, a déclaré qu'il avait changé d'avis sur la question et a apporté son soutien à l'abrogation du huitième amendement et aux recommandations du Comité.

## Proposition de loi
Le ministère de la Santé a publié le 9 mars 2018 un document d'orientation intitulé Réglementation de l'interruption de grossesse. Celui-ci fournit un aperçu des mesures envisagées pour la législation qui abrogerait et remplacerait la loi sur la protection de la vie pendant la grossesse de 2013 dans l'hypothèse où le projet de loi d'amendement de la Constitution était adopté par référendum. Dans le cadre de ce régime, l'avortement serait autorisé dans les cas suivant :
- il existe un risque pour la santé d'une femme, évalué par deux médecins, sans distinction entre la santé physique et mentale ;
- il s'agit d'une urgence médicale, évaluée par un médecin ;
- il existe une situation fœtale susceptible de conduire à la mort avant ou peu de temps après l'accouchement, selon l'évaluation de deux médecins ;
- jusqu'à 12 semaines de grossesse sans indication spécifique, assorti d'une période de réflexion, procédure contrôlée par une évaluation médicale.

Le document d'orientation propose également que :
- les médecins bénéficieraient de la clause d'objection de conscience ;
- l'interruption de grossesse dans des circonstances autres que celles prévues par la proposition constituerait une infraction pénale pour le tiers pratiquant à l'exclusion de la parturiente.

Le 27 mars 2018, le ministère approuve le schéma général du projet présenté par ministre de la Santé Simon Harris.

## Objet
Toute modification de la constitution nécessitant un référendum en Irlande, la population est amenée à se prononcer sur une modification de l'article 40.3.3 de la constitution. Celui-ci énonce : 
« The State acknowledges the right to life of the unborn and, with due regard to the equal right to life of the mother, guarantees in its laws to respect, and, as far as practicable, by its laws to defend and vindicate that right.

This subsection shall not limit freedom to travel between the State and another state.

This subsection shall not limit freedom to obtain or make available, in the State, subject to such conditions as may be laid down by law, information relating to services lawfully available in another state. »
Soit en français :

« L'État reconnaît le droit à la vie du fœtus et, tenant dûment compte du même droit à la vie de la mère, garantit dans ses lois le respect, et, autant que possible, par ses lois la défense de ce droit.
Cette sous-section ne doit pas limiter la liberté de voyager entre l'État et un autre État.
Cette sous-section ne doit pas limiter la liberté d'obtenir ou de rendre disponible, dans l'État, sujet aux conditions qui pourraient être imposées par la loi, l'information relative à des services légalement disponible dans un autre État. »

Le projet de loi no 28 de 2018, soumis ici à référendum, propose d'en remplacer le contenu par le texte suivant : 
« Provision may be made by law for the regulation of termination of pregnancy. »

Soit en français : 

« Des dispositions peuvent être prises par la loi pour la réglementation de l'interruption de grossesse »

L'amendement est souvent décrit comme l'abrogation du huitième amendement, se référant à l'amendement constitutionnel de 1983 qui garantit le droit à la vie à naître, rendant l'avortement illégal, sauf si la grossesse présente un risque mortel pour la parturiente. Le projet de loi de 2018 remplacerait l'article 40.3.3 de la Constitution, qui a été ajouté en 1983 et modifié en 1992.
Le projet de loi soumis au référendum a été présenté à l'Oireachtas le 9 mars 2018 par le gouvernement de coalition minoritaire du Fine Gael, et a été adopté par les deux chambres le 27 mars 2018.

## Campagne

### Partisans du«oui»
- Parti communiste d'Irlande[7]
- Parti vert[8]
- Parti travailliste[8]
- Solidarity–Le Peuple avant le profit[8]
- Sociaux-démocrates[8]
- Sinn Féin[9]
- Parti des travailleurs d'Irlande[10]
- Together for Yes (en), organisation créée pour la campagne et regroupant notamment l'Irish Council for Civil Liberties (en), l'Irish Family Planning Association (en), l'Union of Students in Ireland (en), le SIPTU (en)[11],
- L'Institut des obstétriciens et des gynécologues[12].
- Le Congrès irlandais des syndicats[13].
- The Irish Times[14].

### Partisans du«non»
- Renua Ireland[15],[16]
- Pro Life Campaign (en)[17],[18].
- Save the 8th, organisation fondée pour le Life Institute et Youth Defence (en)[19],[18].
- Abortion Never, organisation soutenu par le Parti national (en)[20],[19].
- Cherish All the Children Equally, groupe se décrivant comme « progressiste, républicain et de gauche » et qui inclut des partisans du Sinn Féin[21].
- la Conférence des évêques catholiques irlandais[22].
- l'Église presbytérienne en Irlande[23].
- le Islamic Cultural Centre of Ireland (en)[24],[25].
- l'Ordre d'Orange[26].

### Organisations neutres
- l'Église d'Irlande[27].
- le Fianna Fáil[9]
- le Fine Gael[9].
- l'Association athlétique gaélique[28].
- l'Al-Mustafa Islamic Centre (en)[29].

## Résultats

### Nationaux
| Choix                     | Votes     | %     |
| ------------------------- | --------- | ----- |
| Pour                      | 1 429 981 | 66,40 |
| Contre                    | 723 632   | 33,60 |
|                           |           |       |
| Votes valides             | 2 153 613 | 99,72 |
| Votes blancs et invalides | 6 042     | 0,28  |
| Total                     | 2 159 655 | 100   |
| Abstention                | 1 188 406 | 35,50 |
| Inscrits/Participation    | 3 348 061 | 64,50 |

| Votes Pour (66,40 %) |  |  | Votes Contre (33,60 %) |
| ▲                    |  |  |                        |
| Majorité absolue     |  |  |                        |

### Par circonscriptions
| Circonscription      | Oui       | Oui     | Non     | Non     | Inscrits  | Partici- pation |
| Circonscription      | Votes     | %       | Votes   | %       | Inscrits  | Partici- pation |
| -------------------- | --------- | ------- | ------- | ------- | --------- | --------------- |
| Carlow–Kilkenny      | 44 211    | 63,50 % | 25 418  | 36,50 % | 112 704   | 61,99 %         |
| Cavan–Monaghan       | 32 115    | 55,46 % | 25 789  | 44,54 % | 91 602    | 63,39 %         |
| Clare                | 34 328    | 64,28 % | 19 079  | 35,72 % | 83 225    | 64,37 %         |
| Cork East            | 34 941    | 64,12 % | 19 550  | 35,88 % | 85 643    | 63,80 %         |
| Cork North–Central   | 33 639    | 64,02 % | 18 908  | 35,98 % | 84 412    | 62,45 %         |
| Cork North–West      | 45 248    | 60,10 % | 27 194  | 39,90 % | 68 830    | 65,93 %         |
| Cork South–Central   | 40 071    | 68,84 % | 18 138  | 31,16 % | 87 524    | 66,73 %         |
| Cork South–West      | 26 147    | 64,51 % | 14 387  | 35,49 % | 60 356    | 67,35 %         |
| Donegal              | 32 559    | 48,13 % | 35 091  | 51,87 % | 118 901   | 57,06 %         |
| Dublin Bay North     | 57 754    | 74,69 % | 19 573  | 25,31 % | 108 209   | 71,60 %         |
| Dublin Bay South     | 33 919    | 78,49 % | 9 928   | 21,51 % | 78 892    | 54,94 %         |
| Dublin Central       | 18 863    | 76,51 % | 5 790   | 23,49 % | 48 002    | 51,52 %         |
| Dublin Fingal        | 51 840    | 76,96 % | 15 523  | 23,04 % | 95 926    | 70,39 %         |
| Dublin Mid–West      | 35 192    | 73,27 % | 12 838  | 26,73 % | 71 558    | 67,30 %         |
| Dublin North-West    | 28 477    | 73,08 % | 10 489  | 26,92 % | 62 270    | 62,76 %         |
| Dublin Rathdown      | 34 529    | 76,10 % | 10 845  | 23,90 % | 64 887    | 70,11 %         |
| Dublin South–Central | 34 201    | 74,79 % | 11 530  | 25,21 % | 76 914    | 59,60 %         |
| Dublin South–West    | 54 642    | 74,91 % | 18 301  | 25,09 % | 106 588   | 68,58 %         |
| Dublin West          | 33 595    | 74,02 % | 11 794  | 25,98 % | 67 138    | 67,77 %         |
| Dún Laoghaire        | 50 243    | 77,06 % | 14 953  | 22,94 % | 95 372    | 68,52 %         |
| Galway East          | 26 625    | 60,19 % | 17 546  | 39,81 % | 69 631    | 63,47 %         |
| Galway West          | 42 422    | 65,95 % | 21 906  | 34,05 % | 107 726   | 59,90 %         |
| Kerry                | 40 285    | 58,27 % | 28 851  | 41,73 % | 111 108   | 62,41 %         |
| Kildare North        | 40 058    | 73,56 % | 14 399  | 26,44 % | 85 587    | 63,76 %         |
| Kildare South        | 27 307    | 70,66 % | 11 339  | 29,34 % | 63 190    | 61,34 %         |
| Laois                | 24 232    | 61,35 % | 15 264  | 38,65 % | 63 860    | 62,01 %         |
| Limerick City        | 32 169    | 66,87 % | 15 941  | 33,13 % | 77 836    | 62,01 %         |
| Limerick County      | 24 448    | 58,08 % | 17 644  | 41,92 % | 67 592    | 62,45 %         |
| Longford–Westmeath   | 30 876    | 58,27 % | 22 113  | 41,73 % | 89 665    | 59,30 %         |
| Louth                | 46 429    | 66,55 % | 23 333  | 33,45 % | 106 184   | 65,89 %         |
| Mayo                 | 56 574    | 57,07 % | 32 287  | 42,93 % | 91 377    | 62,09 %         |
| Meath East           | 30 686    | 69,21 % | 13 652  | 30,79 % | 67 755    | 65,61 %         |
| Meath West           | 26 343    | 63,95 % | 14 850  | 36,05 % | 65 651    | 62,94 %         |
| Offaly               | 24 781    | 58,05 % | 17 908  | 41,95 % | 66 120    | 64,71 %         |
| Roscommon–Galway     | 23 677    | 57,21 % | 17 709  | 42,79 % | 63 158    | 65,70 %         |
| Sligo–Leitrim        | 34 685    | 59,38 % | 23 730  | 40,62 % | 95 954    | 61,08 %         |
| Tipperary            | 42 731    | 59,15 % | 29 516  | 40,85 % | 113 546   | 63,84 %         |
| Waterford            | 37 016    | 69,43 % | 16 296  | 30,57 % | 83 107    | 64,30 %         |
| Wexford              | 49 934    | 68,40 % | 23 069  | 31,60 % | 110 494   | 66,27 %         |
| Wicklow              | 54 629    | 74,26 % | 18 931  | 25,74 % | 99 062    | 74,48 %         |
|                      |           |         |         |         |           |                 |
| Total                | 1 429 981 | 66,40 % | 723 632 | 33,60 % | 3 367 556 | 64,13 %         |

## Réactions

### En Irlande
Le Premier ministre Irlandais Leo Varadkar, qui s'était prononcé en faveur de la suppression de l'amendement interdisant l'avortement, a salué une « révolution tranquille » en ajoutant « aujourd'hui nous avons fait l'histoire »,.

### À l'international
Les réactions à l’international sont nombreuses. Le Premier ministre du Canada Justin Trudeau salue un beau « moment pour la démocratie et pour les droits des femmes ».
Le président français Emmanuel Macron salue également ce vote : « L'Irlande a de nouveau marqué l'histoire : ce vote restera un symbole essentiel pour la liberté des femmes ».
Une grande partie de la classe politique française, surtout à gauche et au centre, suit le même chemin, mais la réaction initiale des cadres des Républicains et du Front national est un silence presque total.

## Conséquences
Une fois les résultats définitifs publiés, accordant la victoire au « Oui » à 66,40 % — aucune des trois plaintes judiciaires portées contre la conduite du référendum n'ayant abouti. —, le trente-sixième amendement à la Constitution irlandaise est adopté, mettant fin à l'interruption volontaire de grossesse inscrite dans le huitième amendement voté en 1983. Néanmoins, l'amendement ne légalise pas immédiatement une telle intervention puisque sa rédaction confère à la loi le soin de fixer ses modalités d'application. Le Premier ministre Leo Varadkar déclare à cette occassion espérer l'adoption d'une législation en ce sens avant la fin de l'année 2018,.
Le trente sixième amendement entre en vigueur le 18 septembre 2018 lors de sa signature par le président Michael D. Higgins. Après la légalisation par l'Irlande du mariage homosexuel par référendum en 2015. Selon le sociologue Dimitri Courant, il s'agit du second cas dans le monde d’approbation par référendum d'une proposition émanant directement d’une assemblée partiellement tirée au sort.
Le gouvernement soumet le 27 septembre un projet de loi légalisant l'avortement dans les douze premières semaines de grossesse, ou plus en cas de risque pour la santé de la mère ou de malformation du foetus. Voté le 8 décembre au Dáil Éireann par 90 voix pour, 15 contre et 12 abstentions, il est voté le lendemain au Seanad Éireann par 27 voix pour et 5 contre, puis ratifié le 20 décembre par le président Michael D. Higgins, avec une entrée en vigueur le 1er janvier 2019,,.